# Arado Ar 64
Die Arado Ar 64 war ein Jagdflugzeug aus dem Jahre 1930, das als Doppeldecker konzipiert wurde. Das Flugzeug war eine Weiterentwicklung der Arado-Typen SD II und SD III.

## Arado SD I

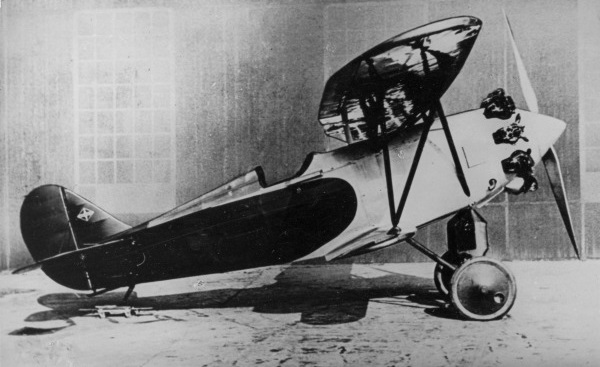
Arado SD I

Die Arado SD I war der erste Jagdflugzeugtyp, der bei der Arado Handelsgesellschaft in Warnemünde gebaut wurde. Konstrukteur war Walter Rethel. Es flossen viele Erfahrungen seiner vorherigen Arbeit bei Fokker ein. Der sehr kompakte Typ war in Gemischtbauweise ausgeführt. Ungewöhnlich war der Verzicht auf Spanndrähte. Die SD I hatte einen 425 PS leistenden luftgekühlten 9-Zylinder-Sternmotor Bristol Jupiter, der von Gnôme et Rhône in Lizenz hergestellt wurde. Die Bewaffnung bestand aus zwei synchronisierten 7,92-mm-Maschinengewehren MG 08/15. Der Erstflug des ersten von zwei gebauten Prototypen fand am 11. Oktober 1927 statt. Es zeigten sich sehr schlechte Langsamflugeigenschaften. Wegen der unzureichend erscheinenden Struktur forderte das Reichswehrministerium einen Neuentwurf, der zur SD II führte.

## Arado SD II

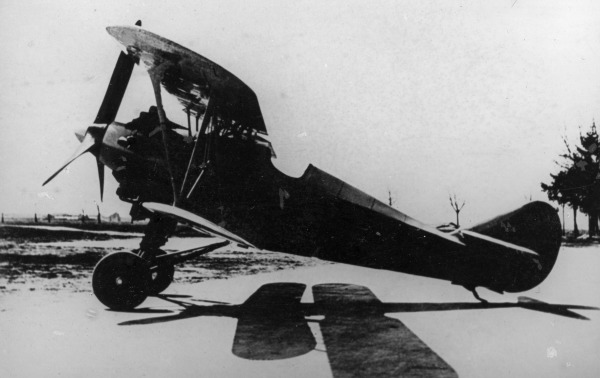
Arado SD II

Die Neukonstruktion wurde ebenfalls von Walter Rethel durchgeführt. Die SD II war größer und schwerer als die SD I. Die deutlich konservativere Auslegung hatte verspannte Tragflächen. Der einzige Prototyp wurde 1929 als Wettbewerber zur Heinkel HD 37 fertiggestellt. Als Antrieb diente ein von Siemens & Halske hergestellter 530 PS starker 9-Zylinder-Sternmotor Jupiter VI mit Untersetzungsgetriebe und einem großen 3-Blatt-Propeller. Die Bewaffnung bestand wieder aus zwei synchronisierten 7,92-mm-08/15-Maschinengewehren. Trotz schwieriger Handhabung bildete die SD II die Basis für die spätere Ar 64.

## Arado SD III
Die SD III entstand aus dem Flugwerk des zweiten Prototyps der SD II; ausgerüstet war sie mit einem von Siemens & Halske hergestellten Jupiter VI mit 510 PS und kleinerem direkt angetriebenen 2-Blatt-Propeller. Die vorderen Konturen waren überarbeitet und aufgrund des kleineren Propellers konnte ein niedrigeres Fahrwerk installiert werden. Die Bewaffnung entsprach der bereits in der SD II eingebauten.

## Serienausführung Ar 64
Die Ar 64a wurde direkt von der SD II und SD III abgeleitet, jedoch mit einer hinsichtlich der Aerodynamik deutlich verbesserten Rumpfkonstruktion, insbesondere durch den weiter nach hinten versetzten und verkleideten Jupiter-VI-Motor. Die Ar 64a hatte einen Vierblatt-Holzpropeller. Ausgelöst wurde die Entwicklung durch eine Anforderung des Reichswehrministerium nach einem Nachfolger für die in Lipezk verwendeten Fokker D.XIII. Der Erstflug der Ar 64a fand im Frühjahr 1929 statt.
Die nächsten beiden Prototypen, genannt Ar 64b, waren mit einem wassergekühlten V12-Zylinder-Motor BMW VI 6,3 mit einer Leistung von 640 PS ausgerüstet. Sie wurden 1931 in Lipezk getestet.
Die Ar 64c entsprach mit kleineren strukturellen Änderungen der Ar 64a. Die Serienproduktion dieser Version begann parallel zur Ar 64d und Ar 64e. Diese unterschieden sich von der Ar 64c durch ein überarbeitetes Leitwerk und untereinander im Wesentlichen durch das Getriebe (d mit, e ohne) und den Propeller (d mit 4-Blatt-, e mit 2-Blatt-Propeller).
Zwischen 1931 und 1934 wurden 30 Ar 64 gebaut, davon zwölf bei Focke-Wulf. Am 1. April 1933 waren sechs Ar 64d und fünf Ar 64e vorhanden. Bis Ende 1934 wurden 19 Ar 64 ausgeliefert. Diese gingen zuerst an die Jagdfliegerschule Schleißheim und anschließend an die Jagdstaffeln der Gruppe Döberitz. Am 1. Juli 1936 waren noch 21 Ar 64 bei der Luftwaffe vorhanden. Der Nachfolger wurde die Arado Ar 65.

## Technische Daten
| Kenngröße                 | Daten (SD I)                               | Daten (SD II)                                 | (SD III)                                      | Daten (Ar 64 C)                         |
| ------------------------- | ------------------------------------------ | --------------------------------------------- | --------------------------------------------- | --------------------------------------- |
| Besatzung                 | 1                                          | 1                                             | 1                                             | 1                                       |
| Länge                     | 6,75 m                                     | 7,40 m                                        | 7,75 m                                        | 7,75 m                                  |
| Spannweite                | 8,40 m                                     | 9,90 m                                        | 9,20 m                                        | 9,90 m                                  |
| Höhe                      | 2,90 m                                     | 3,2 m                                         | 3,53 m                                        | 3,56 m                                  |
| Flügelfläche              | 16,77 m²                                   | 22,9 m²                                       | 21,05 m²                                      | 23,26 m²                                |
| Flächenbelastung          | 73,2 kg/m²                                 | 64,2 kg/m²                                    |                                               | 73,2 kg/m²                              |
| Leistungsbelastung        | 2,9 kg/PS                                  | 2,78 kg/PS                                    |                                               | 2,85 kg/PS                              |
| Leermasse                 | 850 kg                                     | 1445 kg                                       |                                               | 1210 kg                                 |
| Zuladung                  | 380 kg                                     | 325 kg                                        |                                               | 495 kg                                  |
| max. Startmasse           | 1230 kg                                    | 1770 kg                                       |                                               | 1705 kg                                 |
| Triebwerk                 | ein Bristol Jupiter VI mit 425 PS (313 kW) | ein Siemens Jupiter 6,3 U mit 530 PS (390 kW) | ein Siemens Jupiter 6,3 d mit 490 PS (360 kW) | ein Siemens Sh 22 B mit 600 PS (441 kW) |
| Höchstgeschwindigkeit     | 275 km/h in Bodennähe                      | 222 km/h in Bodennähe                         | 212 km/h in Bodennähe                         | 265 km/h in Bodennähe                   |
| Marschgeschwindigkeit     | 240 km/h in Bodennähe                      | 205 km/h in Bodennähe                         | 200 km/h                                      | 210 km/h                                |
| Landegeschwindigkeit      |                                            | 95 km/h                                       | 95 km/h                                       | 104 km/h                                |
| Steigzeit auf 1000 m Höhe | 1,64 min                                   | 1,5 min                                       | 1,4 min                                       | 1,8 min                                 |
| Dienstgipfelhöhe          | 5500 m                                     | 7000 m                                        | 6400 m                                        | 6800 m                                  |
| Bewaffnung                | –                                          | n. b.                                         | –                                             | zwei starre 7,92-mm-IMG 08/15           |